# 陳健振
陳健振（Chen Chien-chin，1940年6月19日—）是一名台灣高爾夫球球員，曾經贏得日巡賽中部公開賽冠軍。他是享有「台灣高爾夫之父」美名的陳金獅第三子。

## 個人冠軍

### 日巡賽冠軍（1）
- 1976年中部公開賽

## 團體
業餘
- 艾森豪希望賽（代表台灣）：1960、1962、1964、1966、1968、1970、1972、1976

## 外部連結
- 陳健振在日巡賽的官方網站